# Ercheia gundiana
Ercheia gundiana là một loài bướm đêm trong họ Noctuidae.